# 사라 이츠키
사라 이츠키(일본어: 沙羅 樹, 1968년 3월 7일 ~ )는 일본의 AV 배우이다.